# Natività (Simone dei Crocifissi)
La Natività è un dipinto a tempera e oro su tavola (47x25 cm) di Simone dei Crocifissi, databile al 1380 circa e conservato nella Galleria degli Uffizi a Firenze.

## Storia
L'opera, l'unica di scuola bolognese del Trecento nella Galleria, è firmata "Simon" e appartiene alla fase matura del pittore, vicina stilisticamente alla Natività nella collezione Davia Bargellini di Bologna, datata 1368. La datazione a non oltre il 1380 è stata formulata dalla Marcucci.

## Descrizione e stile
L'opera ha un sapore quasi miniaturistico, con una minuta attenzione al dettaglio e alcuni accenni espressivi tipici della scuola bolognese. In primo piano Maria sta fasciando il Bambino, mentre san Giuseppe, come tipico nell'iconografia, sta dormendo. Dietro si vede la capannuccia, in prospettiva intuitiva, con la mangiatoia composta da un incannicciato pazientemente dipinto. Vi si trova sopra il lembo di un lenuolo e dietro si vedono spuntare, dentro alla grotta, il bue e l'asinello, quest'ultimo mentre sta lanciando un raglio, forse spaventato dalla stella di Betlemme che pare essersi posata proprio tra i due animali. A destra, mentre alcune pecore e capre pascolano quietamente, un pastore riceve l'annuncio da un angelo, storcendosi in maniera innaturale, secondo quelle deformazioni espressive tipiche dei bolognesi. Più in alto una serie di angeli canta e tiene una corona per Cristo.